# Mala tempora currunt
Mala tempora currunt ("si avvicinano tempi bui" o, propriamente, "corrono tempi cattivi") è un'espressione latina. Sebbene molto diffusa, non ha attestazioni tra gli autori classici, pertanto si ritiene sia di origine volgare. Si impiega sia con il significato letterale, per lamentarsi dell'andamento delle cose nei tempi che si stanno vivendo, sia con un intento – più scherzoso – di "finta" lamentela.
È citata anche nella forma Mala tempora currunt sed peiora parantur ("corrono brutti tempi ma se ne preparano di peggiori").